# Order Korony Westfalii

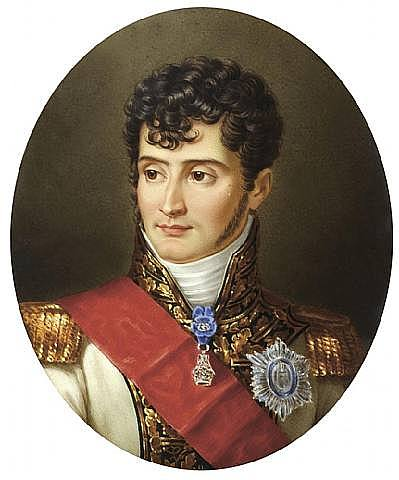
Hieronim Bonaparte z komandorią orderu na szyi.

Order Królewski Korony Westfalskiej lub Order Korony Westfalii (niem. Königlicher Orden von Westfalen, Orden der Westfälischen Krone, franc. Ordre de la Couronne de Westphalie) – order ustanowiony przez Hieronima Bonaparte jako króla Westfalii, nadawany za zasługi cywilne i wojskowe w latach 1809–1813. 
Podzielono go na trzy klasy: Wielki Komandor, Komandor i Kawaler.
Był żartobliwie nazywany menażerią ze względu na dużą liczbę zwierząt (orzeł, lew i koń) w odznace orderowej.

## Odznaczeni
Spośród polskich generałów ery napoleońskiej order posiadał jedynie hrabia Stanisław Potocki. Na liście odznaczonych z 1813 znajdują się też inni oficerowie w służbie westfalskiej o polsko brzmiących nazwiskach, np. mjr Czernisky, por. Parasky, por. Niedzielsky, kpt. Szimanieski.